# Psychoda umbractica
Psychoda umbractica és una espècie d'insecte dípter pertanyent a la família dels psicòdids.

## Descripció
- Femella: color groguenc, antenes de 15 artells i de 0,58-0,63 de llargària, placa subgenital amb els costats força convergents i concavitat apical petita i en forma de lletra "U", i ales entre 0,90-1,27 mm de longitud i 0,37-0,50 d'amplada.
- Mascle: similar a la femella amb l'edeagus simple i lineal, antenes de 0,72 de llargada i ales de 0,95-1,02 de longitud i 0,42-0,45 d'amplada.
- És similar a Psychoda lucubrans però les femelles de P. umbractica se'n diferencien per posseir arrugues prominents a la placa subgenital (a sota de l'espermeteca) i els mascles per tindre l'edeagus estrenyent-se lleugerament cap a l'àpex i no en paral·lel com en P. lucubrans.[2]

## Distribució geogràfica
Es troba a les illes Filipines: Palawan, Luzon, Negros i Mindanao.